# Serra do Apiaú
Serra do Apiaú é uma pequena cordilheira localizada nos municípios de Mucajaí e Iracema, no estado brasileiro de Roraima. Situa-se a 120 km da capital, Boa Vista, e apresenta atrativos como a Floresta das Nuvens que abriga algumas espécies de animais e plantas endêmicas do local, além de diversas quedas d'água e cachoeiras. Assim como outras serras e cordilheiras do extremo norte do Brasil, o conjunto Apiaú todo em si, é parte integrante do Escudo das Guianas. A montanha principal do conjunto chega a 1500 m de altitude, sendo esta, o terceiro ponto mais elevado do estado de Roraima. A economia do local baseia-se no ecoturismo, agricultura e pecuária.

## Características
A área conta com vilas e fazendas. A rodovia estadual RR-325 faz a interligação entre as vilas e vicinais da região . O ambiente nas áreas baixas se encontra bastante desmatado, devido a colonização promovida nas décadas de 70, 80 e 90. embora tenha começado oficialmente por volta de 1950 com implantação da Colônia Agrícola Mucajaí. Recentemente, a aplicação de leis ambientais mais rigorosas e o advento do turismo estão reavivando a preservação e o potencial da área.

### Florestas das Nuvens

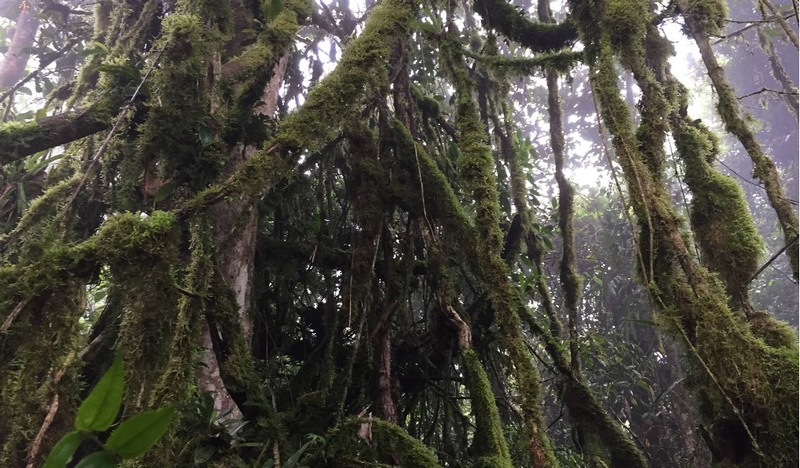
Floresta das Nuvens, cobertura florestal com árvores cobertas de musgos e liquens, vegetação típica da região.

O ambiente acima dos 1000 metros apresenta uma vegetação exuberante típica da região conhecida como ‘Floresta das Nuvens’, ou ‘Floresta Nebular’, trata-se de uma floresta mais úmida, com vegetação à base de musgos. O local também é habitat de animais raros e aves, que foram catalogados por especialista e pesquisadores do Inpa (Instituto Nacional de Pesquisas da Amazônia).

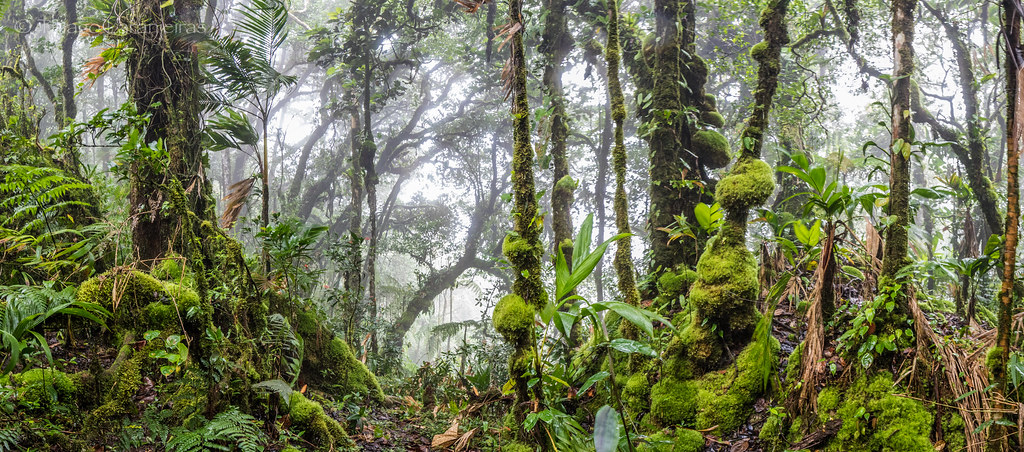
Panorama da 'Floresta das Nuvens' do Apiaú, ambiente de espécies raras de animais e vegetais.

O local é propício para o turismo ecológico, banhos de cachoeiras, observação de aves diurnas e noturnas, observação da flora local, como orquídeas de várias cores e tamanhos, animais e insetos, bem como exploração de grutas, entre outras atividades.